# Limburg Open 2011
Il Limburg Open 2011 è stato un torneo di tennis facente parte della categoria ITF Women's Circuit nell'ambito dell'ITF Women's Circuit 2011. Il torneo si è giocato a Tessenderlo in Belgio dal 18 al 24 aprile 2011 su campi in terra rossa e aveva un montepremi di $25,000.

## Vincitori

### Singolare
Anna-Lena Grönefeld ha battuto in finale  Alison van Uytvanck6-3, 7–5

### Doppio
Anna-Lena Grönefeld /  Tatjana Maria hanno battuto in finale  Elina Svitolina /  Maryna Zanevs'ka con il punteggio di 7–5, 6–3